# ソルフェリノ (ランド県)
ソルフェリノ （Solférino）は、フランス、ヌーヴェル＝アキテーヌ地域圏、ランド県のコミューン。

## 地理
コミューンは、ランドの森の中および、ランド・デ・ガスコーニュ地域圏自然公園内にある。
ベズ川左岸の支流であるクラスト川は、コミューン内に水源がある。

## 由来
ソルフェリノの誕生は新しい。1853年、ナポレオン3世は8000ヘクタールの未開拓地を購入し、帝室領とした。1863年、現在の村は、コミューンの中心として整備された。1859年、モン＝ド＝マルサンを本拠地とする連隊の活躍が際立った、ソルフェリーノの戦いの勝利を記念して、コミューンは洗礼を授けられた。

## 歴史
1863年、ナポレオン3世の意思によってコミューンが正式に創設された。その名前は、1859年にフランス軍がオーストリア軍に勝利したソルフェリーノの戦いに敬意を表している。戦いで勇敢に活躍した第34歩兵連隊のランド出身者たちと、第17砲兵連隊に栄誉が与えられた。
コミューンとなる以前のソルフェリノは、1857年につくられた面積8000ヘクタールの帝室領であった。領地は、皇帝自身の資金で近隣の7か所のコミューン、コマンサック、エスクルス、ラブエイル、リュエ、モルサンクス、サーブル、オネス・エ・ラアリーから購入した土地から構成されていた。事業は『ランド県の帝室農場』と呼ばれていた。その公式の目的は、ランド・デ・ガスコーニュの衛生と栽培に関する1857年6月19日法令の精神に則り、複数の農業方法を試すことだった。この土地買収は、ボルドー-バイヨンヌ間の鉄道路線（現在のボルドー-サン・ジャン-イルン線）が、1852年からオート・ランド地方を通過するという彼の望みにも従っていた。
皇帝は土地の管理をアンリ・クルーゼ（fr）に委託した。クルーゼは橋梁・河川・森林技師（fr、高級国家公務員の上級技術者）で、既にランド県水力サービスの技師であり、ペレール兄弟が経営するミディ鉄道会社の主任技師であった。
この新しい帝室領の中央に、38軒の住宅が建てられ、そのうち28軒は農業従事者を住まわせるためで、残りはナポレオン3世によって任命された管理者に提供された。住宅は、サントゥジェニー教会に通じる通りに並び、教会そのものは司祭館と役場に囲まれていた。1863年に、コミューンのソルフェリノが正式に誕生した。農業従事者たちは無料で住宅に住むことができ、ドメーヌでの75日間の労働と引き換えに土地の区画が貸与され、10年後にはその土地の所有者になることができた。クルーゼにはドメーヌ内の内陸の区画を買い足す責任が課され、彼は家畜の飼育、カイガンショウの植樹、衛生、井戸の掘削、樹木の伐採といった実験的任務を各農場に委託した。
1873年のナポレオン3世崩御後、ドメーヌは未亡人となった元皇后ウジェニーのものとなった。元皇后は1920年に死去した。アンリ・シュネデール（fr、ル・クルーゾ製鉄所オーナー）の未亡人ルイーズが1910年にドメーヌのオーナーとなった。ルイーズは旧コミューン庁舎内に、皇帝を記念する小さな博物館を作ることにした。

## 人口統計
2017年時点のコミューンの人口は324人で、2012年当時の人口より4.99%減少した
| 1962年 | 1968年 | 1975年 | 1982年 | 1990年 | 1999年 | 2007年 | 2012年 | 2017年 |
| ------ | ------ | ------ | ------ | ------ | ------ | ------ | ------ | ------ |
| 418    | 447    | 486    | 414    | 403    | 348    | 350    | 341    | 324    |

参照元:1962年から1999年までは複数コミューンに住所登録をする者の重複分を除いたもの。それ以降は当該コミューンの人口統計によるもの。1999年までEHESS/Cassini、2006年以降INSEE

## 姉妹都市
- ソルフェリーノ、イタリア[8]

## ギャラリー

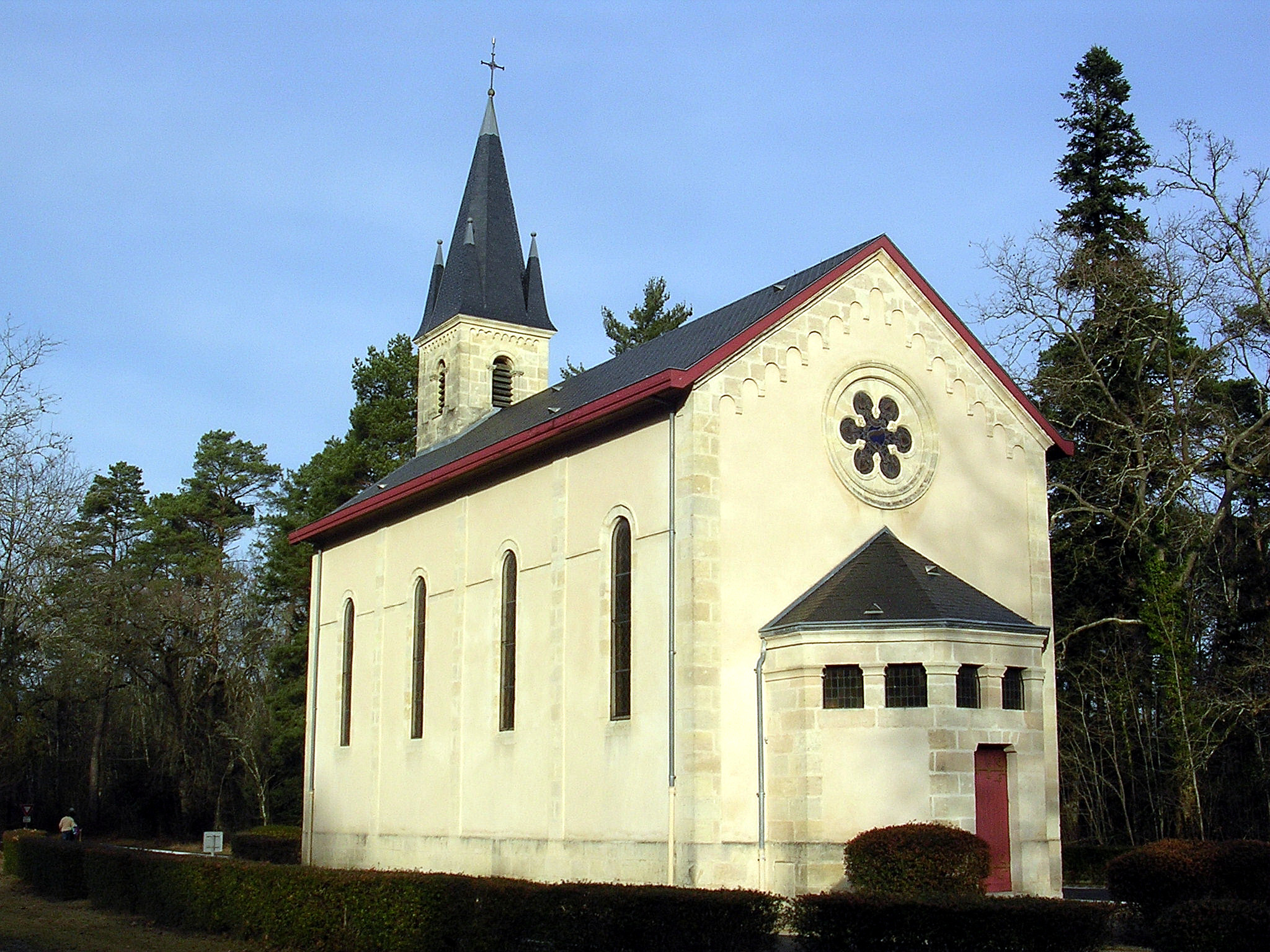
サントゥジェニー教会
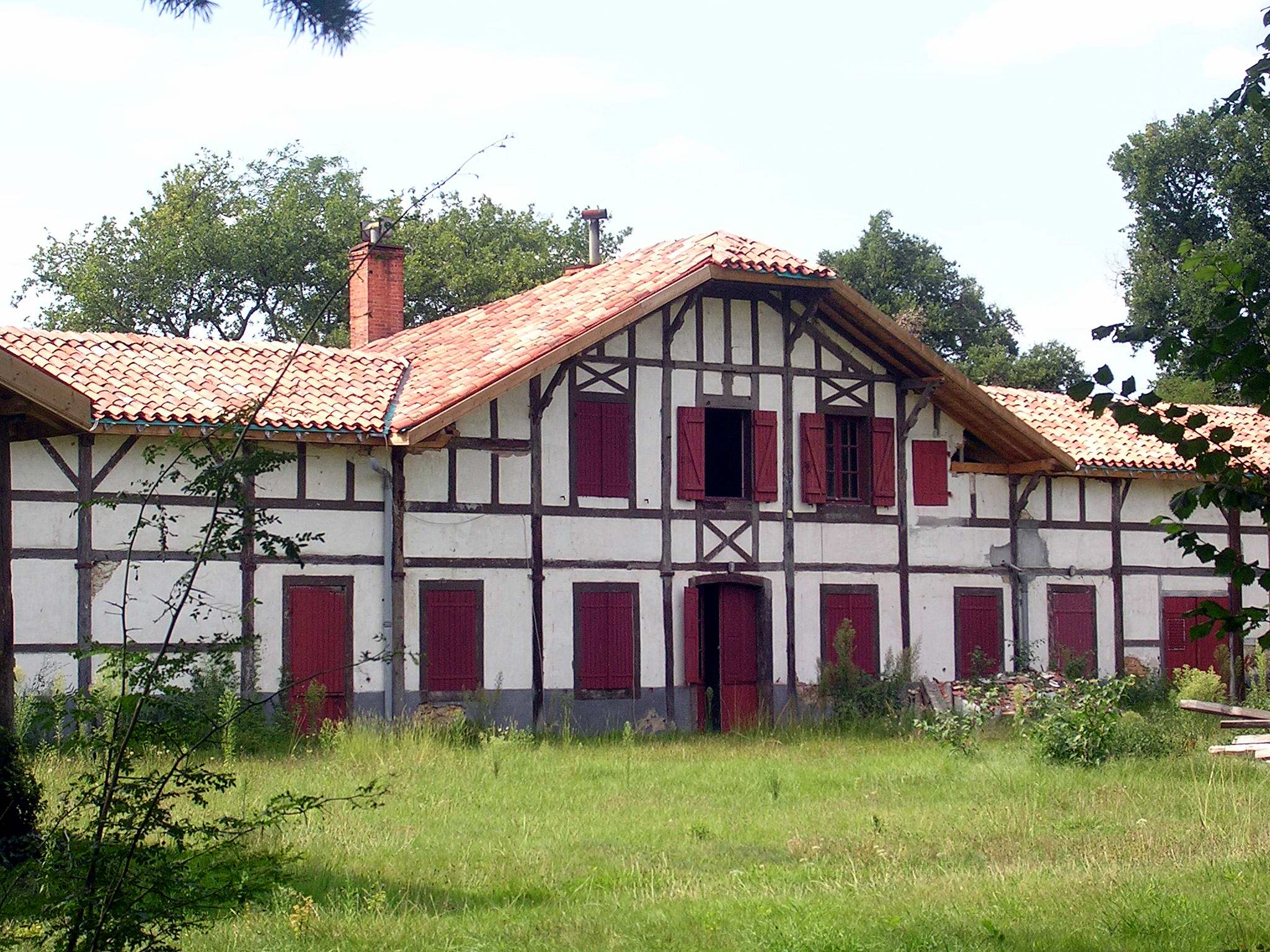
プイ農場
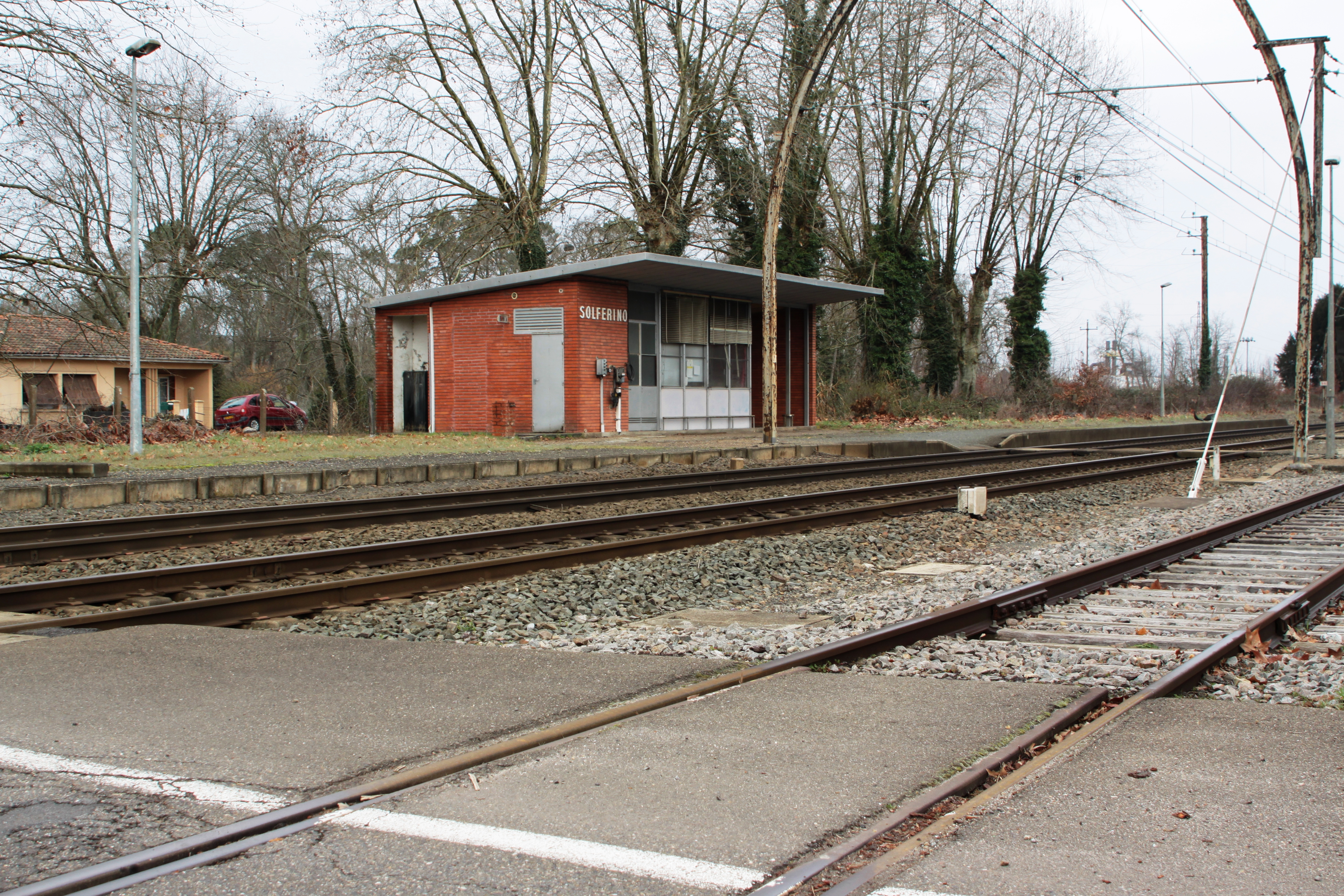
ソルフェリノ駅
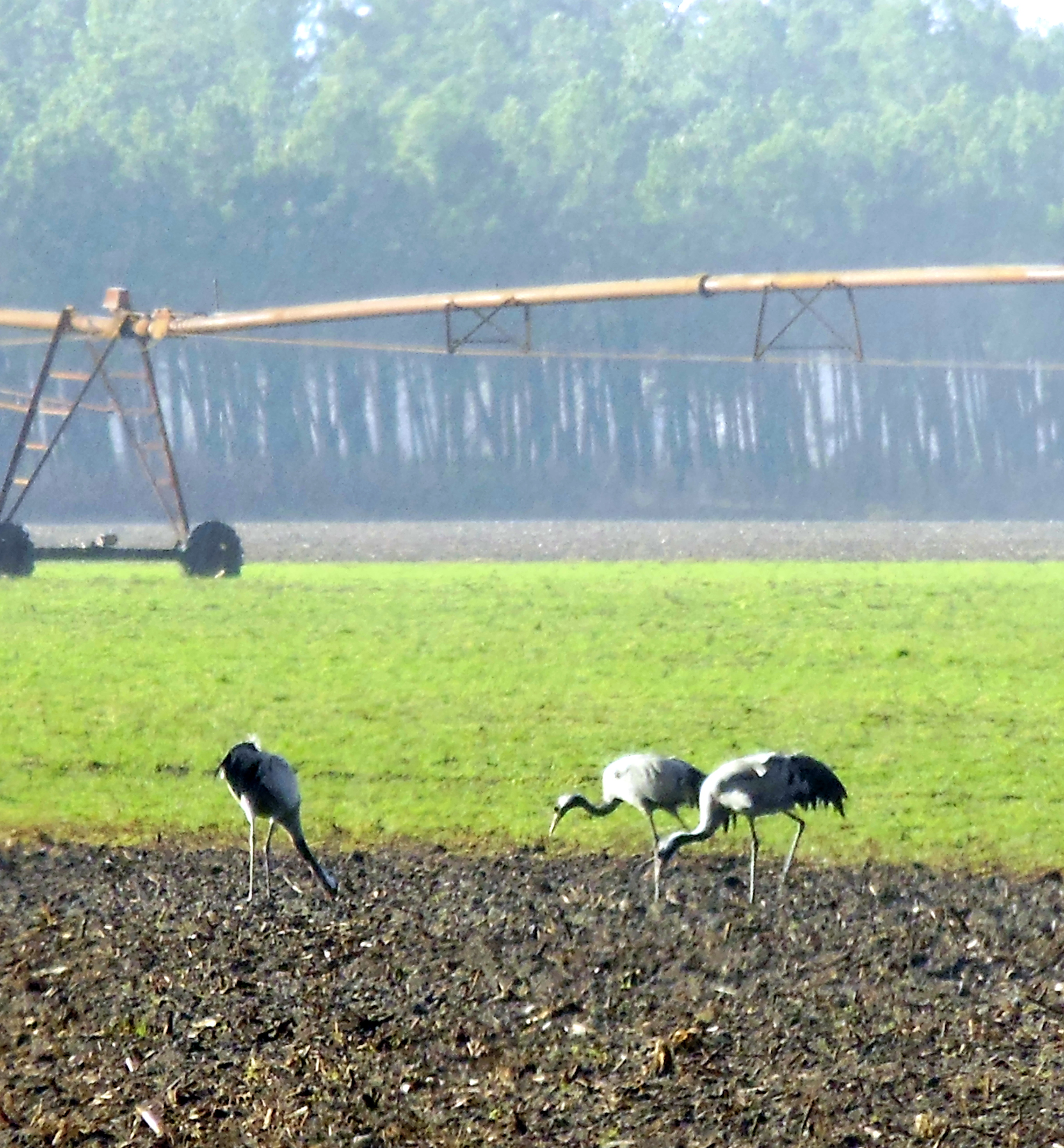
ソルフェリノで越冬するクロヅル